# Bernhard Wicki
Bernhard Wicki (Sankt Pölten (Oostenrijk), 28 oktober 1919 – München (Duitsland), 5 januari 2000) was een Zwitsers-Oostenrijkse filmregisseur en acteur.
Hij speelde in minstens 75 films mee en regisseerde 13 films. Ook had hij een rol in twee tv-afleveringen van Der Alte en Derrick. Wicki heeft gedurende zijn filmcarrière minstens 30 onderscheidingen ontvangen.
Met de film The Longest Day behaalde hij samen met Ken Annakin en Andrew Marton de prijs Outstanding Directorial Achievement in Motion Pictures van het Directors Guild of America.

## Belangrijkste films als regisseur
- 1959 - Die Brücke
- 1962 - The Longest Day (samen met Ken Annakin en Andrew Marton)
- 1964 - The Visit
- 1989 - Das Spinnennetz

- Bibsys: 90850814
- Biblioteca Nacional de España: XX998315
- Bibliothèque nationale de France: cb140018214 (data)
- CiNii: DA13897227
- Gemeinsame Normdatei: 118767682
- Historisch woordenboek van Zwitserland: 009260
- International Standard Name Identifier: 0000 0000 8108 9959
- Library of Congress Control Number: n96000233
- Nationale Bibliotheek van Letland: 000214143
- Nationale Bibliotheek van Tsjechië: ola2009488354
- Nationale bibliotheek van Australië: 36042700
- Nationale Bibliotheek van Israël: 987007315752505171
- Nationale Bibliotheek van Polen: a0000001922808
- Nederlandse Thesaurus van Auteursnamen: 071868720
- Réseau des bibliothèques de Suisse occidentale: 02-A003972756
- RKD-Nederlands Instituut voor Kunstgeschiedenis: 337140
- SNAC: w6640s2g
- Système universitaire de documentation: 069409439
- Theaterlexikon der Schweiz: Bernhard_Wicki
- Trove: 1198713
- Virtual International Authority File: 29729081
- WorldCat: E39PBJjmV3f7JJCY6kvtJG7CQq